# Yoo In-soo
Yoo In-soo (kor. 유인수; ur. 25 marca 1998 w Cheonan) – południowokoreański aktor. Jest znany z ról w produkcjach takich jak: Strong Girl Bong-soon (2017), Nae ID-neun Gangnammiin (2018) oraz All of Us Are Dead (2022).

## Filmografia

### Filmy
| Rok  | Tytuł          | Rola            | Źr.         |
| ---- | -------------- | --------------- | ----------- |
| 2017 | Porwana pamięć | uczeń liceum    | [ 2 ]       |
| 2023 | Swallow        | młody Hyeon-soo | [ 3 ]       |
| 2023 | The Loan Boy   | Nam-yeong       | [ 4 ] [ 5 ] |

### Seriale
| Rok  | Tytuł                            | Rola                      | Źr.                 |
| ---- | -------------------------------- | ------------------------- | ------------------- |
| 2017 | Strong Girl Bong-soon            | Kang-goo                  | [ 2 ]               |
| 2017 | Haggyo 2017                      | Min-joon                  | [ 2 ]               |
| 2017 | Dangsin-i jamdeun saie           | kolega z klasy Seung-wona | [ 2 ]               |
| 2017 | Buam-dong boksujadeul            | Kyung-bok                 | [ 2 ]               |
| 2017 | Boksunoteu                       | Choi Il-jin               | [ 2 ]               |
| 2018 | Life                             | Choi Woo-jin              | [ 2 ]               |
| 2018 | Nae ID-neun Gangnammiin          | Park Nae-sun              | [ 2 ]               |
| 2018 | The Long Goodbye (Drama Special) | Na Kyung-soo              | [ 2 ]               |
| 2018 | Gyeryongsunnyeojeon              | uczeń profesora Junga     | [ 2 ]               |
| 2019 | Yeol-yeodeolb-ui sungan          | Yoo Pil-sang              | [ 2 ]               |
| 2019 | Chocolate                        | Jo Seung-goo              | [ 2 ]               |
| 2019 | Love Alarm                       | uczeń                     | [ 2 ]               |
| 2020 | Stranger 2                       | Seung-jun                 | [ 2 ]               |
| 2021 | Meolliseo bomyeon pureun bom     | Oh Chun-gook              | [ 2 ]               |
| 2022 | Nal-aollara nabi                 |                           | [ 2 ]               |
| 2022 | Hwanhon                          | Park Dang-gu              | [ 2 ]               |
| 2022 | All of Us Are Dead               | Yoon Gwi-nam              | [ 6 ]               |
| 2023 | The Good Bad Mother              | Bang Sam-sik              | [ 7 ]               |
| 2023 | The Uncanny Counter              | Na Jeok-bong              | [ 8 ] [ 9 ]         |
| 2023 | Codzienna dawka słońca           | Ji Seung-jae              | [ 8 ] [ 10 ] [ 11 ] |

## Nagrody i nominacje
| Rok  | Ceremonia                | Kategoria            | Serial             | Rezultat  | Źr.    |
| ---- | ------------------------ | -------------------- | ------------------ | --------- | ------ |
| 2022 | 58. Baeksang Arts Awards | Najlepszy nowy aktor | All of Us Are Dead | Nominacja | [ 12 ] |